# بي. إي. تايلور
بي. إي. تايلور (بالإنجليزية: B. E. Taylor)‏ هو موسيقي أمريكي، ولد في 1954، وتوفي في 7 أغسطس 2016 في ويلينغ في الولايات المتحدة.

## وصلات خارجية
- الموقع الرسمي
- بي. إي. تايلور على موقع IMDb (الإنجليزية)
- بي. إي. تايلور على موقع ميوزك برينز (الإنجليزية)
- بي. إي. تايلور على موقع ديسكوغز (الإنجليزية)